# Fosse no 2 bis - 2 ter des mines de Marles
La fosse no 2 bis - 2 ter de la Compagnie des mines de Marles est un ancien charbonnage du bassin minier du Nord-Pas-de-Calais, situé à Marles-les-Mines. Le puits no 2 bis est commencé en octobre 1910, deux ans après que le puits de la fosse no 2, sis 830 mètres au nord, a été remis en service, après plus de quarante ans d'abandon. La fosse no 2 bis commence à extraire en juillet 1917, et cette même année, un puits no 2 ter lui est ajouté, à 75 mètres au sud-ouest. Celui-ci est opérationnel en 1921. En parallèle, des immenses cités, des écoles et une église sont construites. La fosse est située le long de la ligne de Fives à Abbeville.
La Compagnie des mines de Marles est nationalisée en 1946, et intègre le Groupe d'Auchel. La fosse est modernisée au début des années 1950 et pour ainsi dire totalement reconstruite. Les terrils nos 4 et 22, 2 bis d'Auchel Est et 2 bis d'Auchel ancien, prennent de la hauteur. Des habitations sont rajoutées dans les cités. Dans les années 1960, la fosse no 2 - 2 bis concentre l'extraction des fosses nos 3 - 3 bis - 3 ter et 6 bis - 6 ter en 1961, puis de la fosse no 5 - 5 bis - 5 ter deux ans plus tard. Entretemps, en 1962, le puits no 2 bis est approfondi à 800 mètres, et un nouvel accrochage est ouvert à 790 mètres, mais le gisement est moins riche que prévu, et la production décroît d'année en année. La dernière gaillette est extraite le 29 mars 1974. Les puits nos 2, 2 bis et 2 ter, respectivement profonds de 506, 825 et 647 mètres sont remblayés en 1974. Les chevalements des puits nos 2 bis et 2 ter sont détruits en 1977 et 1978.
Le carreau de fosse est occupé par l'usine Faurecia, un espace vert a pris la place du lavoir. Les terrils nos 4 et 22 sont exploités jusque dans les années 1990, le terril no 4 est de nouveau exploité à la fin des années 2000. Au début du XXIe siècle, Charbonnages de France matérialise les têtes des puits nos 2 bis et 2 ter. Les cités ont été rénovées, mais certaines habitations sont détruites au début des années 2010.

## La fosse
Alors que la fosse no 2 abandonnée depuis l'éboulement de son puits en 1866 a été reconstruite de 1907 à 1908, la Compagnie des mines de Marles décide d'ouvrir une nouvelle fosse dans la même commune de Marles-les-Mines.

### Fonçage
Le puits no 2 bis est commencé en octobre 1910, à 830 mètres au sud de la fosse no 2. Son diamètre utile est de 5,08 puis 5,50 mètres. La fosse est située le long de la ligne de Fives à Abbeville.

### Exploitation

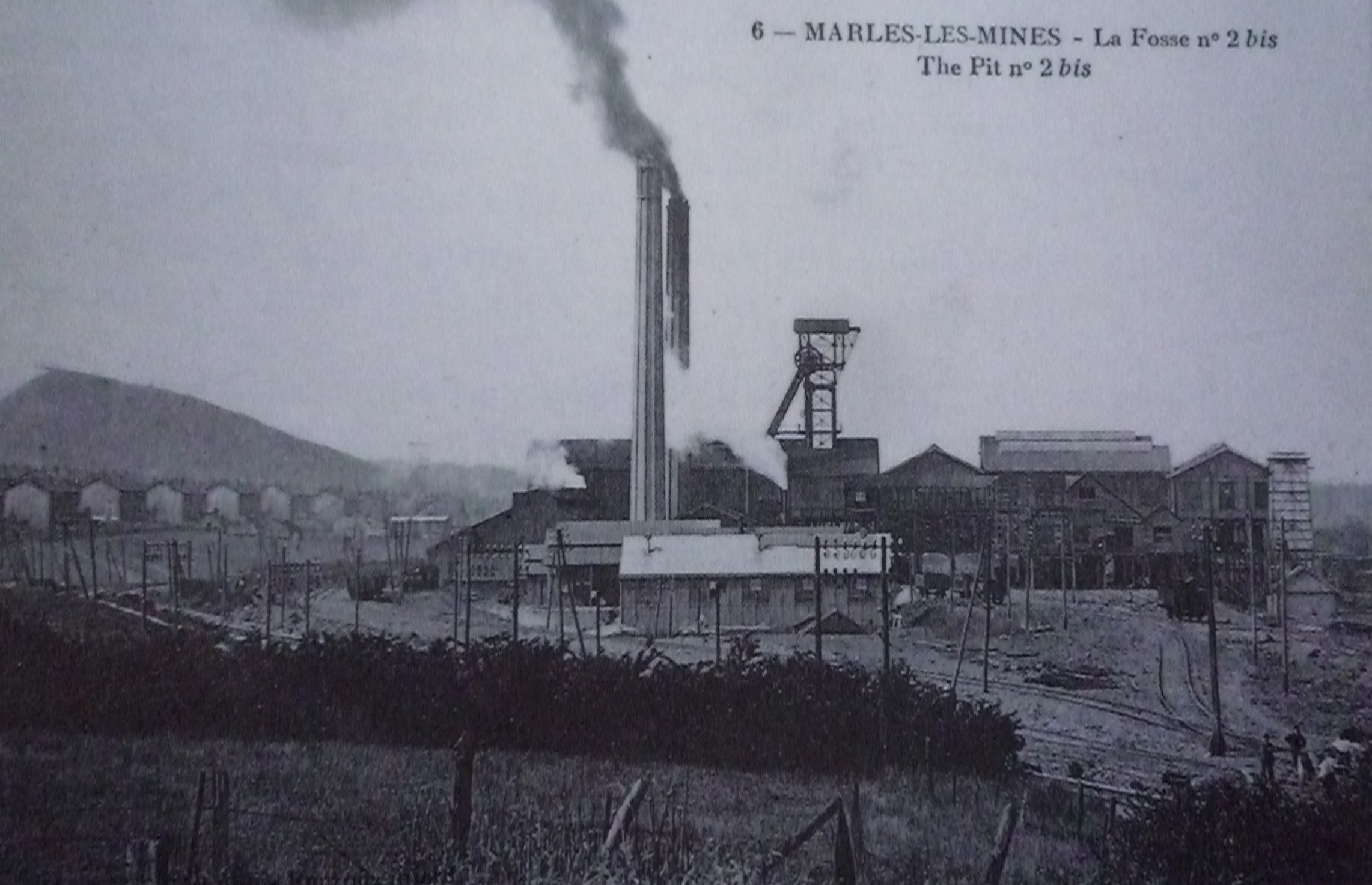
La fosse n° 2 bis - 2 ter vers 1920, avant le montage du chevalement du 2 ter.

La fosse commence à produire en juillet 1917, la Première Guerre mondiale ayant ralenti les travaux. L'aérage est assuré par la fosse no 2. C'est également en 1917 qu'est commencé le puits no 2 ter, à 75 mètres au sud-ouest du puits no 2 bis. Le puits no 2 ter commence à produire en 1921, son diamètre utile est de 5,08 mètres.
La Compagnie des mines de Marles est nationalisée en 1946, et intègre le Groupe d'Auchel. Les puits nos 2 bis et 2 ter extraient, alors que le puits no 2 assure le service et l'aérage. La modernisation de la fosse no 2 bis - 2 ter commence en 1951. Pendant ce temps, la fosse no 2 extrait, et le reste de la production remonte par l'étage d'exploitation de 425 mètres du puits no 2 ter. Le puits no 2 bis est doté de cage pouvant emporter huit berlines de 3 000 litres, d'une machine d'extraction de 4 200 chevaux qui remplace l'ancienne machine à vapeur, et d'un nouveau chevalement. Le puits est approfondi de 263 à 495 mètres.
Lorsque le puits no 2 bis est remis en route, le puits no 2 ter est mis à l'arrêt et équipé de façon identique. La fosse est totalement opérationnelle en 1955. Le lavoir situé sur la partie orientale du carreau de fosse est équipé pour traité les grains ayant un calibre de vingt à 120 millimètres. Les fines sont envoyées vers le lavoir de Chocques.
En 1961, la fosse no 2 - 2 bis concentre l'extraction des fosses nos 3 - 3 bis - 3 ter et 6 bis - 6 ter. Le puits no 2 bis est approfondi à 800 mètres en 1962, et un accrochage est ouvert à 790 mètres. La fosse no 5 - 5 bis - 5 ter est concentrée sur la fosse no 2 bis - 2 ter en 1963.
Le nouvel étage d'extraction ouvert à 794 mètres n'est pas aussi prometteur que prévu, la production est peu à peu réduite. La dernière gaillette est extraite le 29 mars 1974. Les puits nos 2, 2 bis et 2 ter, respectivement profonds de 506, 825 et 647 mètres sont remblayés en 1974, tout comme le puits no 6 ter de la fosse no 6 bis - 6 ter. Le puits no 3 ter de la fosse no 3 - 3 bis - 3 ter des mines de Bruay l'a été en 1972. Les installations sont détruites, et les chevalements des puits nos 2 bis et 2 ter sont abattus en 1977 et 1978.

### Reconversion
Une usine Faurecia s'est installée sur le carreau de fosse. Au début du XXIe siècle, Charbonnages de France matérialise la tête de puits. Le BRGM y effectue des inspections chaque année. Il ne subsiste plus que la dynamitière de la fosse, ainsi que le départ de la mise à terril.

## Les terrils
L'exploitation de cet important siège de concentration a entraîné la création de deux terrils coniques.

### Terrilno4, 2 bis d'Auchel Est
50° 29′ 39″ N, 2° 30′ 44″ E
Le terril no 4, contigu avec le no 22, situé à Marles-les-Mines, est un des deux terrils coniques de la fosse no 2 bis - 2 ter. Il est en cours d'exploitation. Sa hauteur initiale était de 80 mètres.

### Terrilno22, 2 bis d'Auchel ancien
50° 29′ 39″ N, 2° 30′ 33″ E
Le terril no 22, contigu avec le no 4, situé à Marles-les-Mines et Calonne-Ricouart, est le terril conique le plus ancien de la fosse no 2 bis - 2 ter des mines de Marles. Il est aussi de dimensions plus petites. Exploité, il n'en subsiste que la base. Sa hauteur initiale était de 82 mètres.

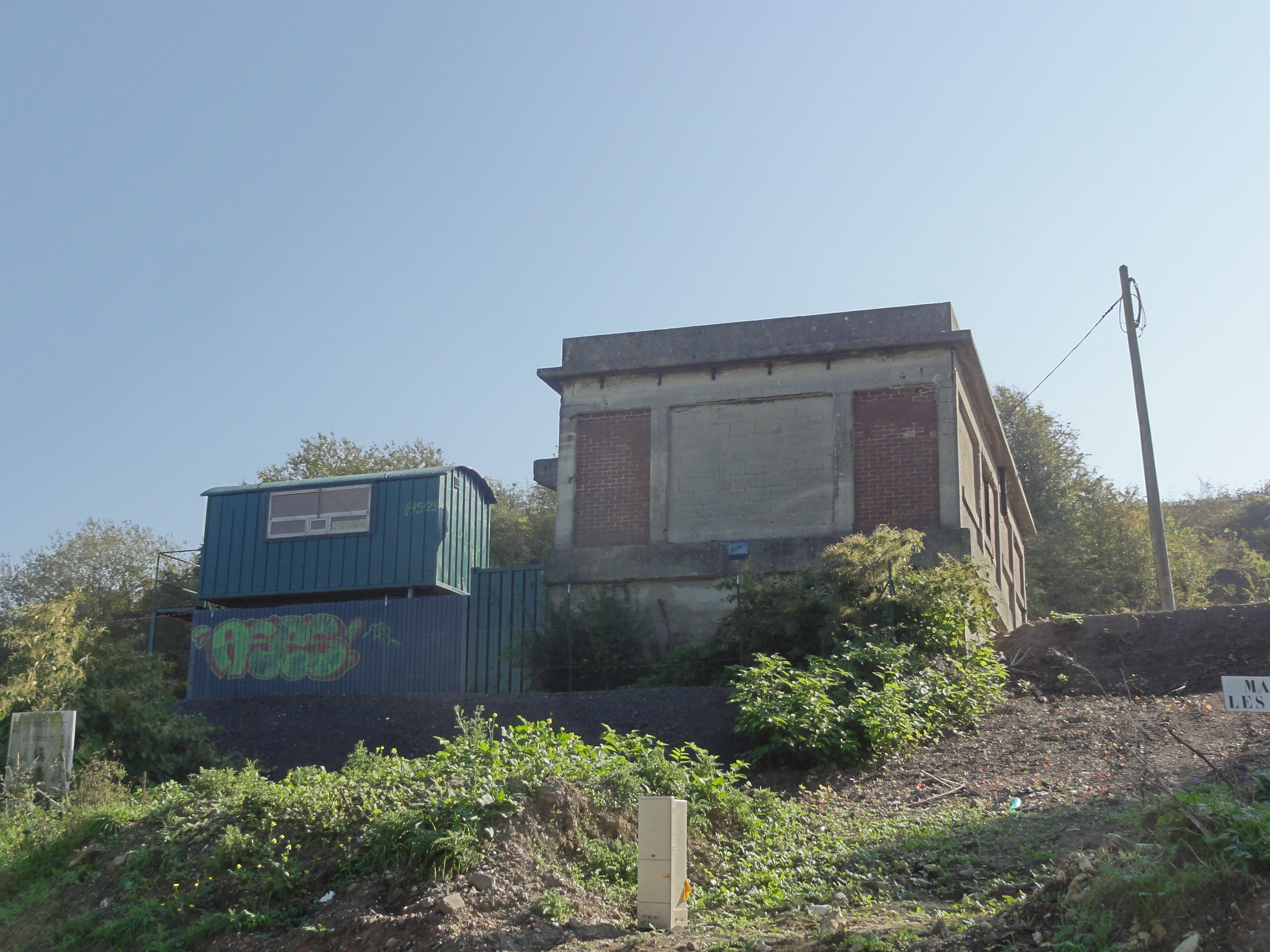
Le départ de la mise à terril, sur le terril no 22.
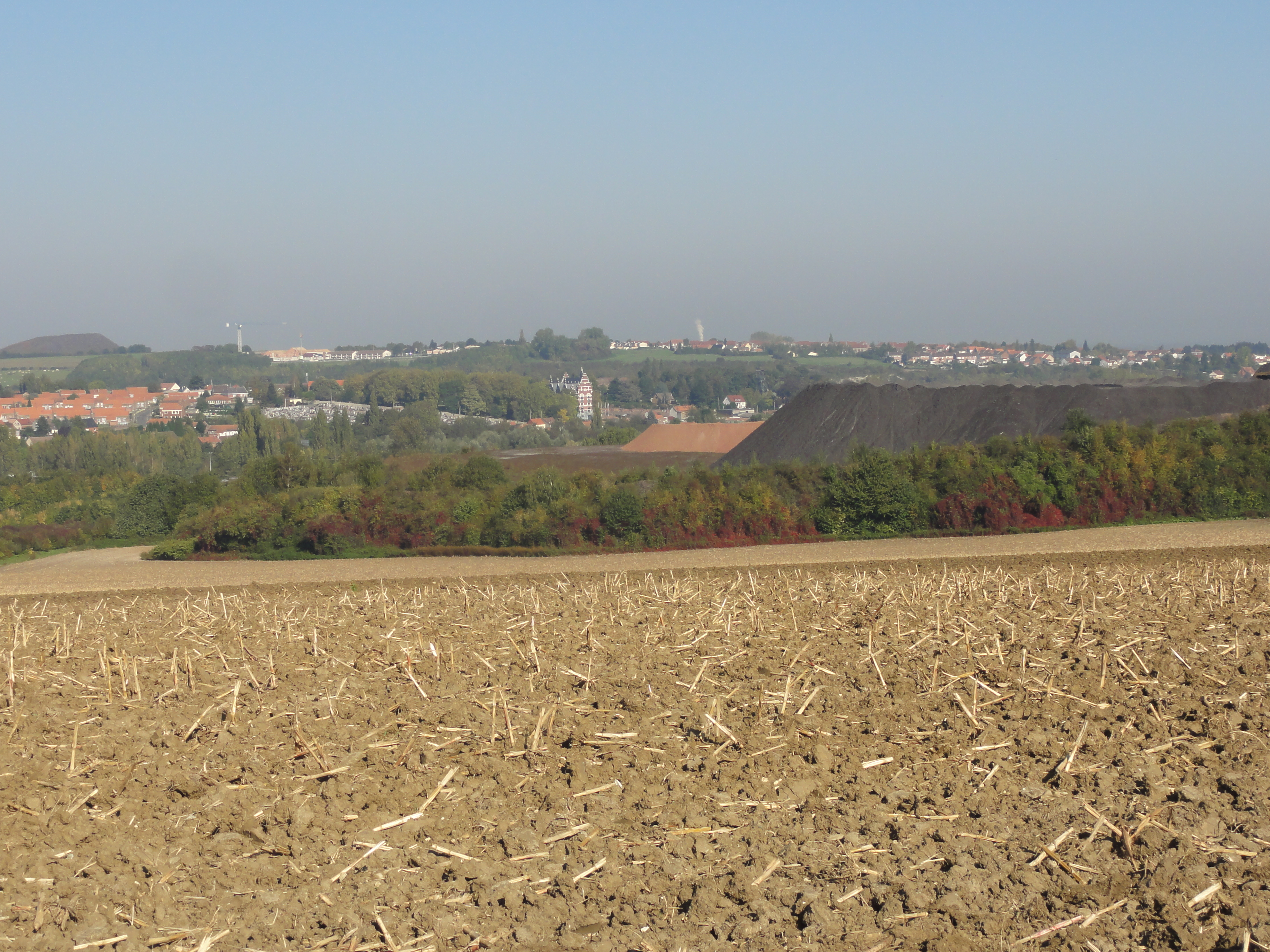
Les restes du terril conique no 22.
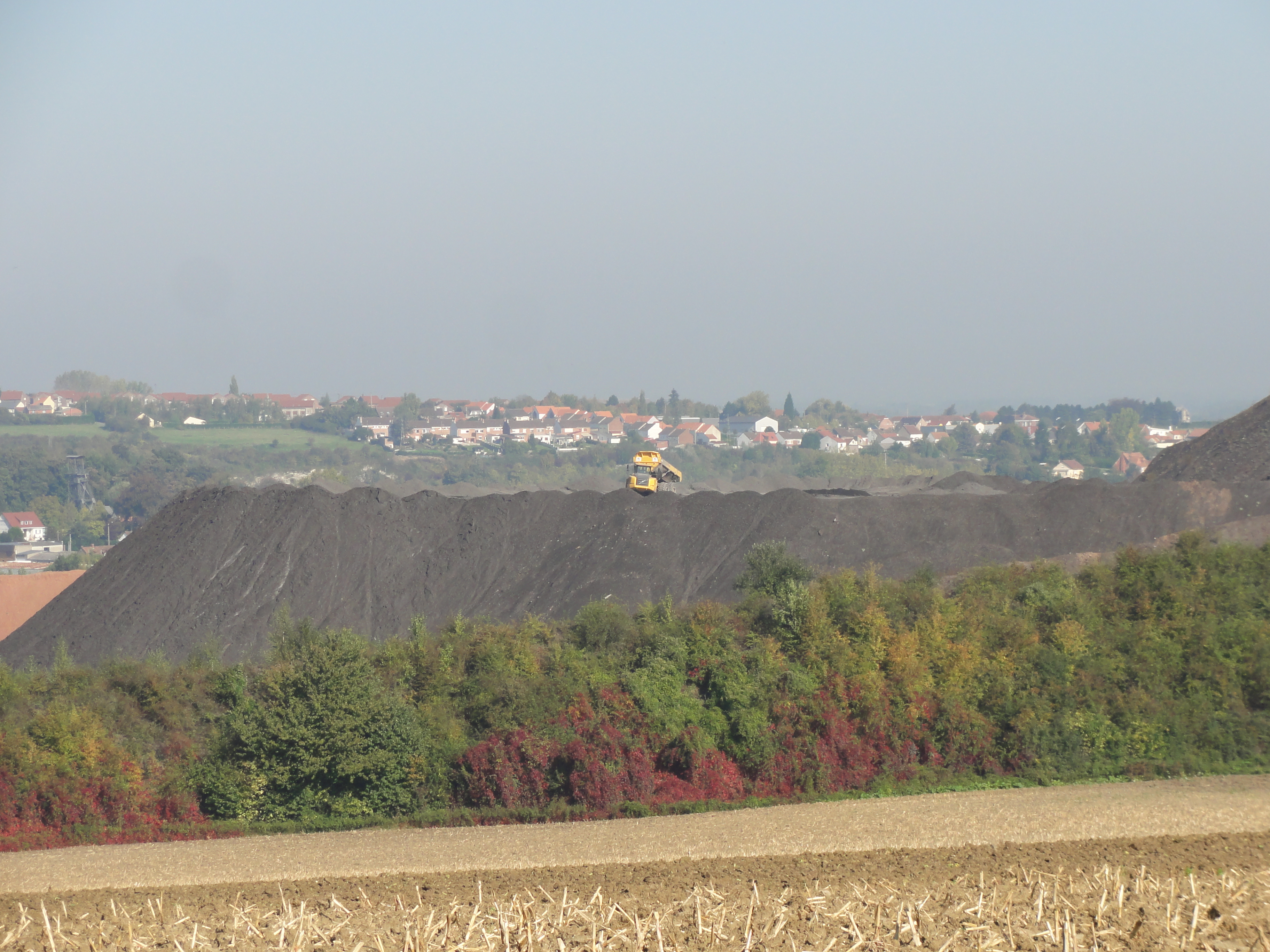
Un camion en provenance du terril no 4 déverse des schistes sur le terril no 22.
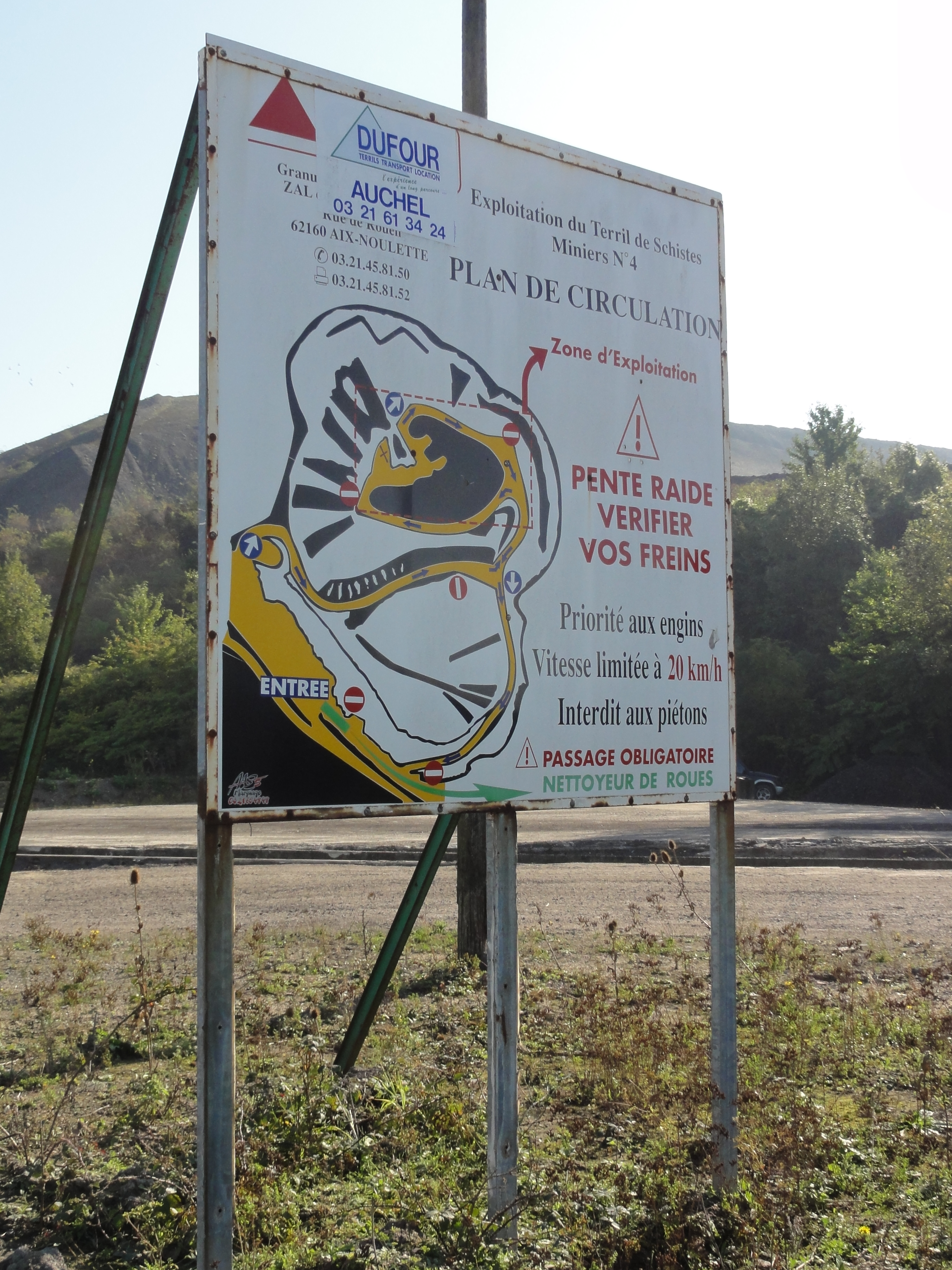
Plan de circulation sur le terril exploité no 4.
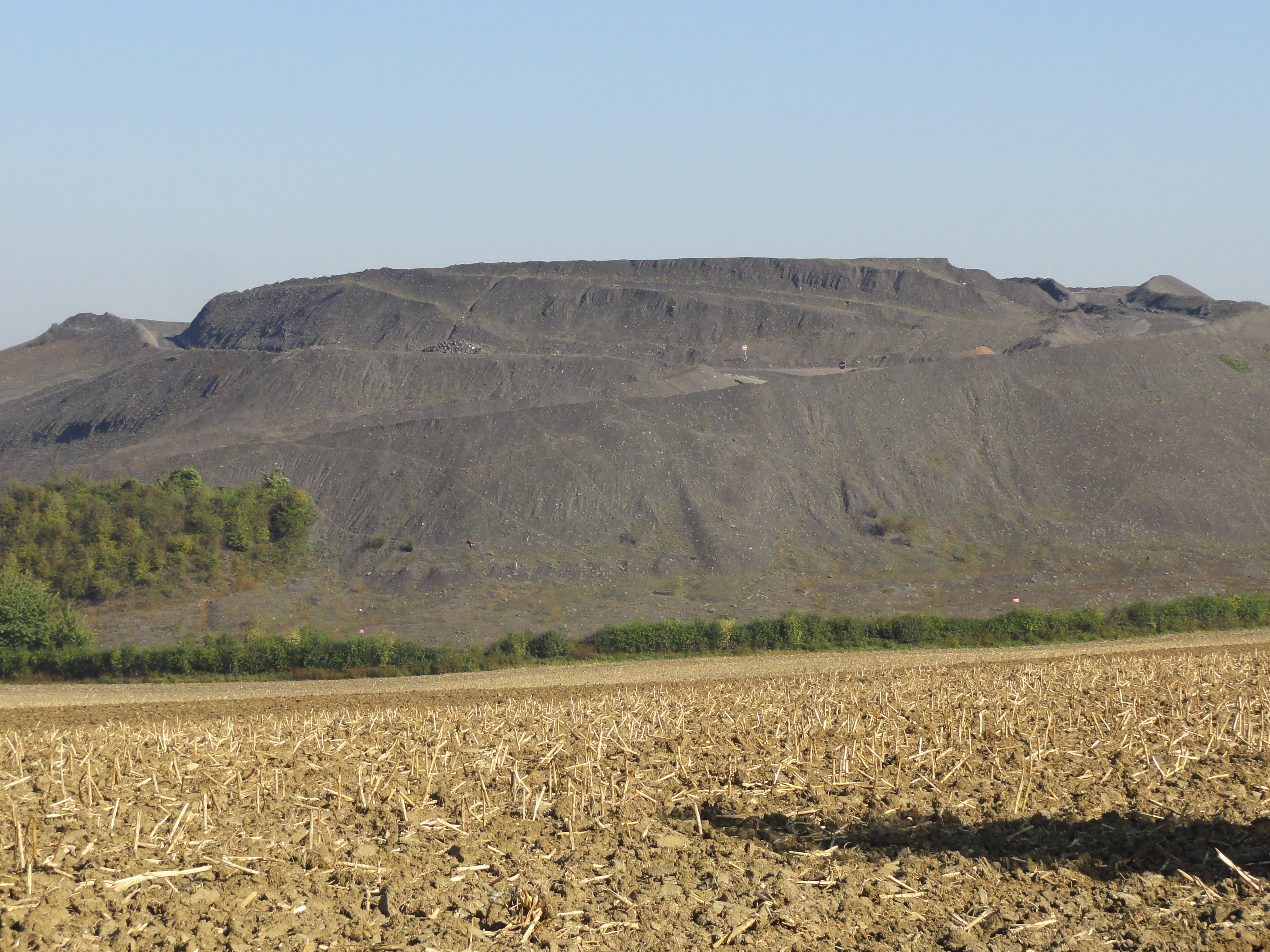
Le sommet du terril no 4 en cours d'exploitation.
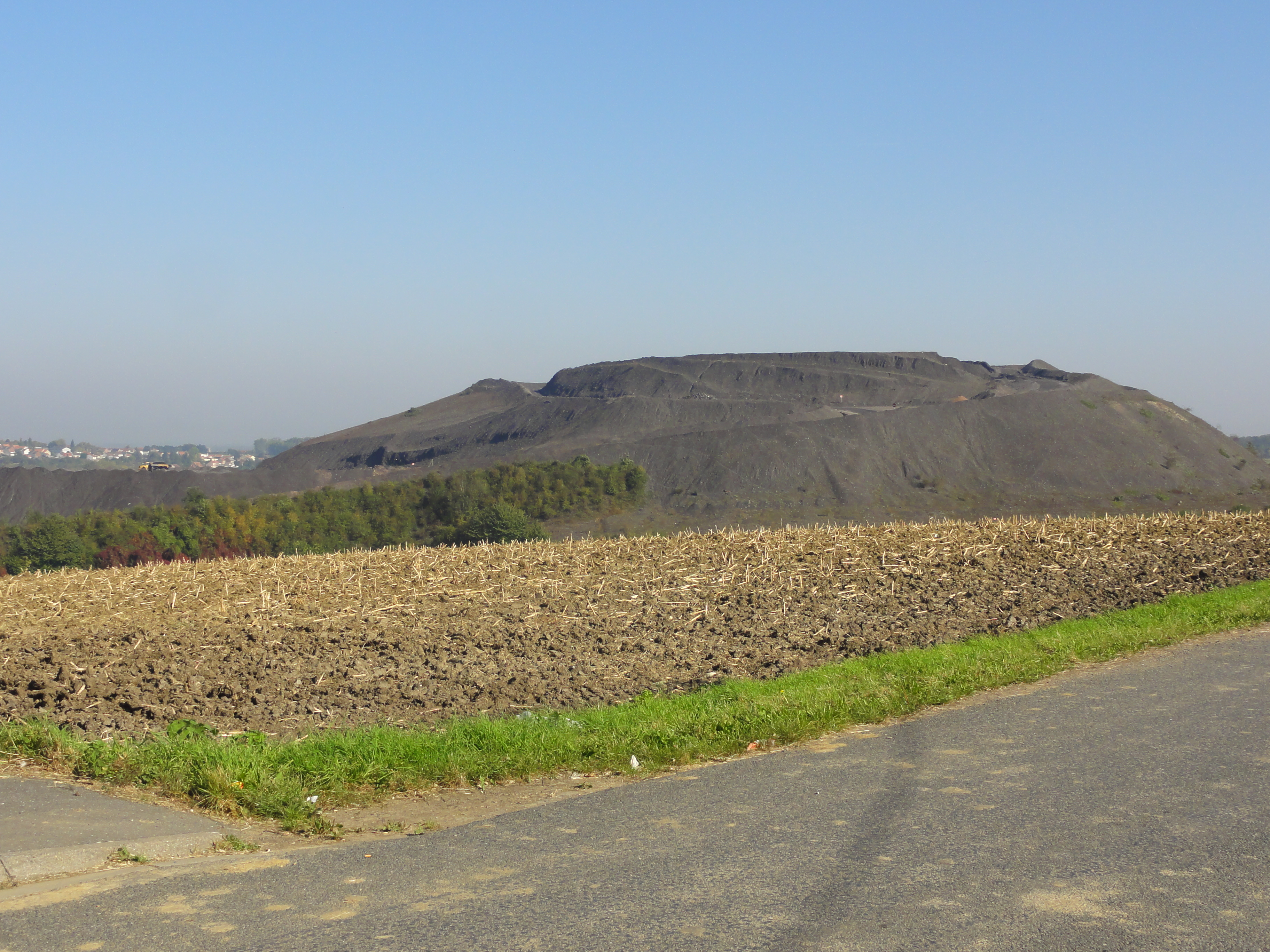
Vue générale du terril no 4.

## Les cités
Les cités des fosses nos 2 et 2 bis - 2 ter sont très étendues, et ont été construites sur les communes d'Auchel, Calonne-Ricouart et Marles-les-Mines. Au début des années 2010, des habitations sont détruites pour laisser place à de nouvelles constructions bas de gamme.

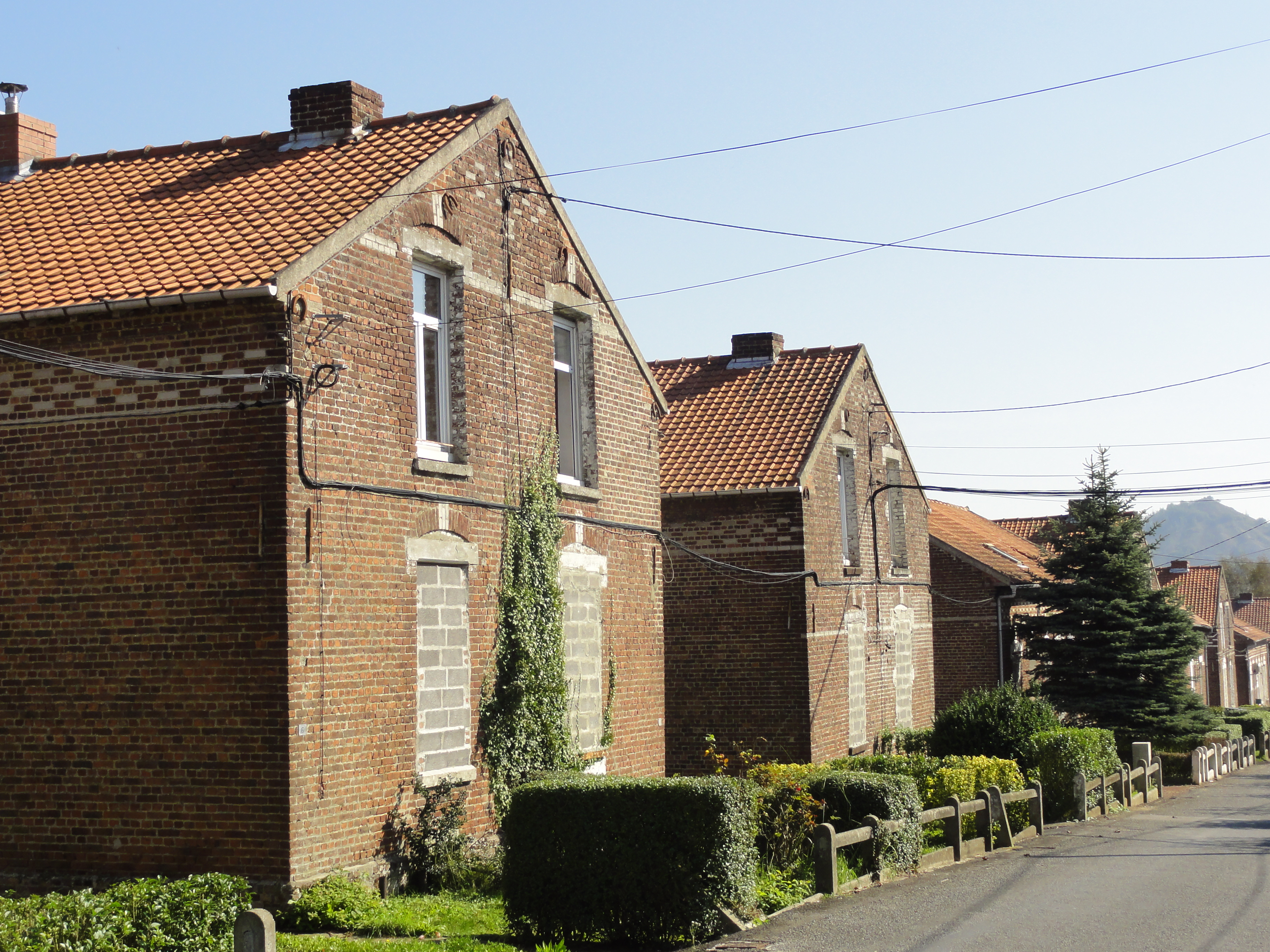
Des habitations destinées à la démolition.
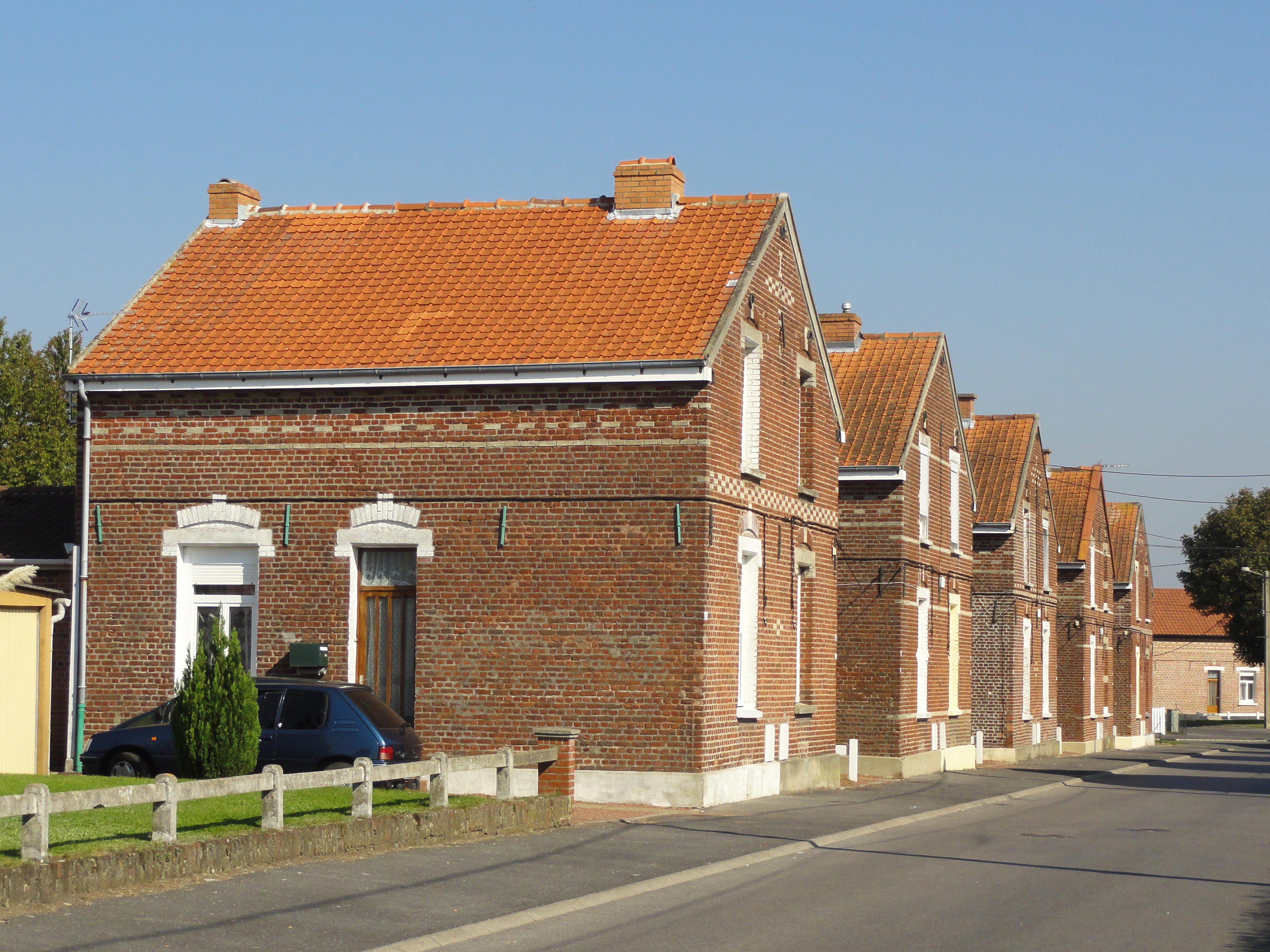
Des habitations groupées par deux.
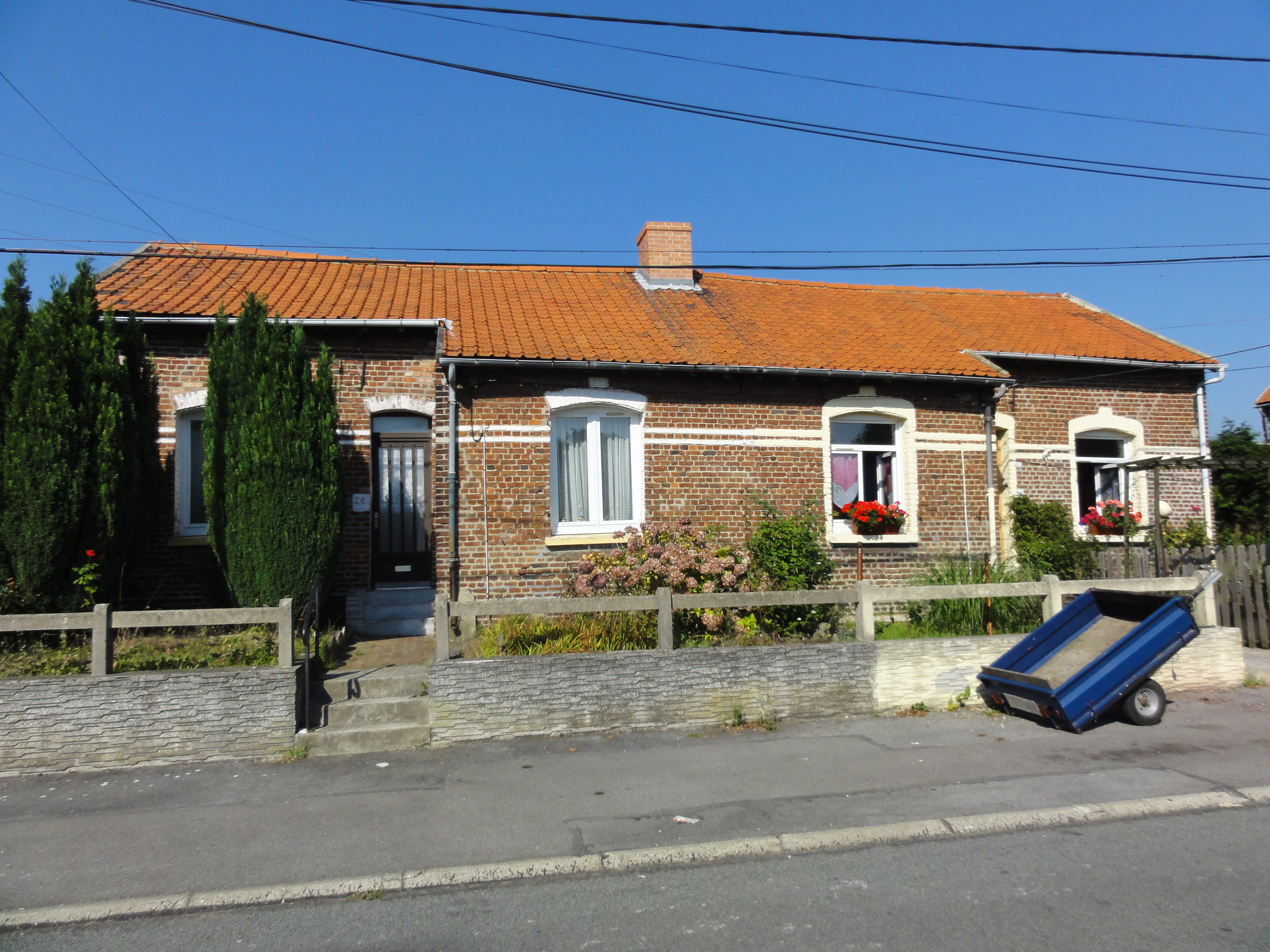
Des habitations en plain-pied.
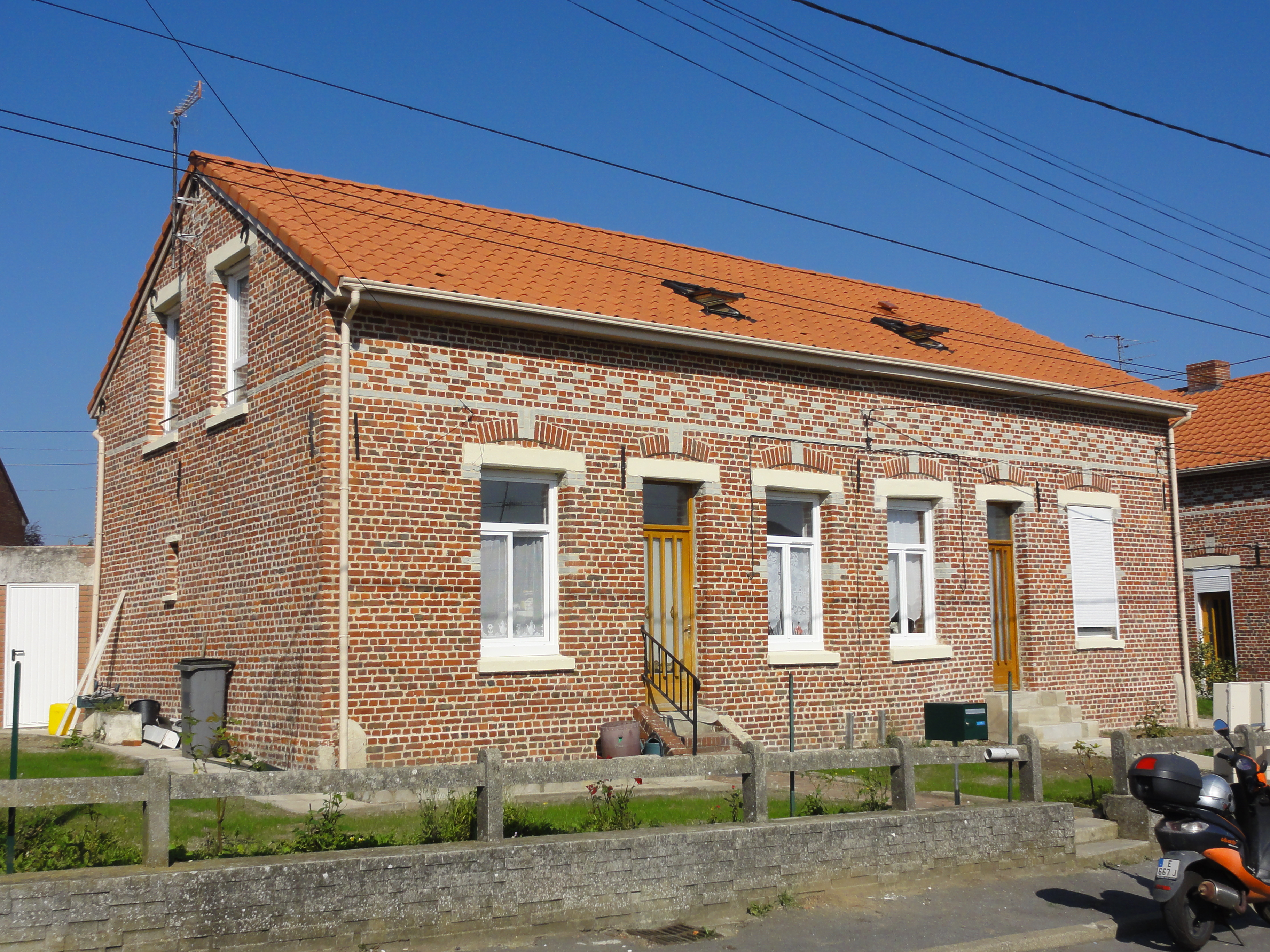
Des habitations groupées par deux.
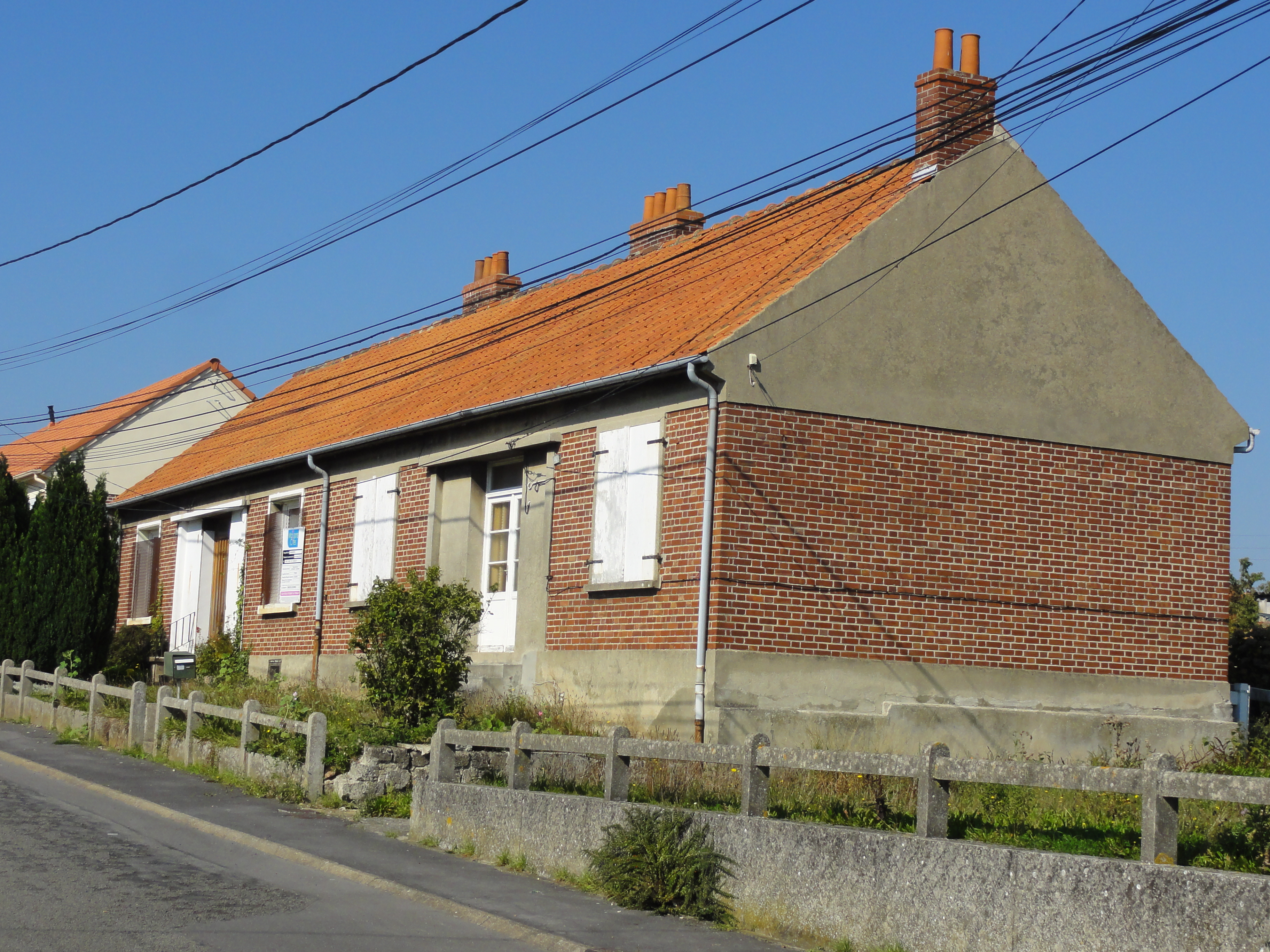
Des habitations post-Nationalisation.
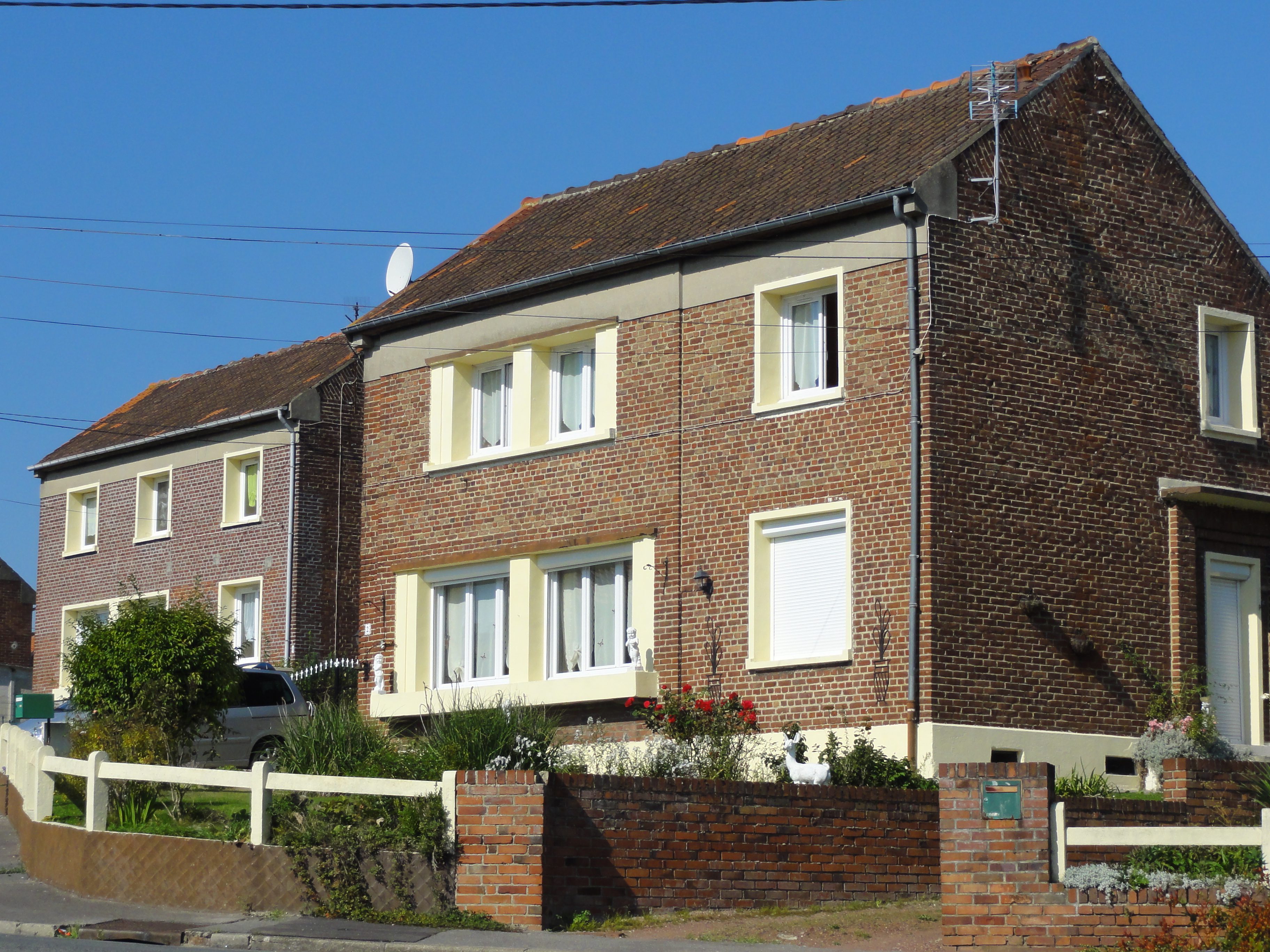
Des habitations post-Nationalisation.

### Les écoles

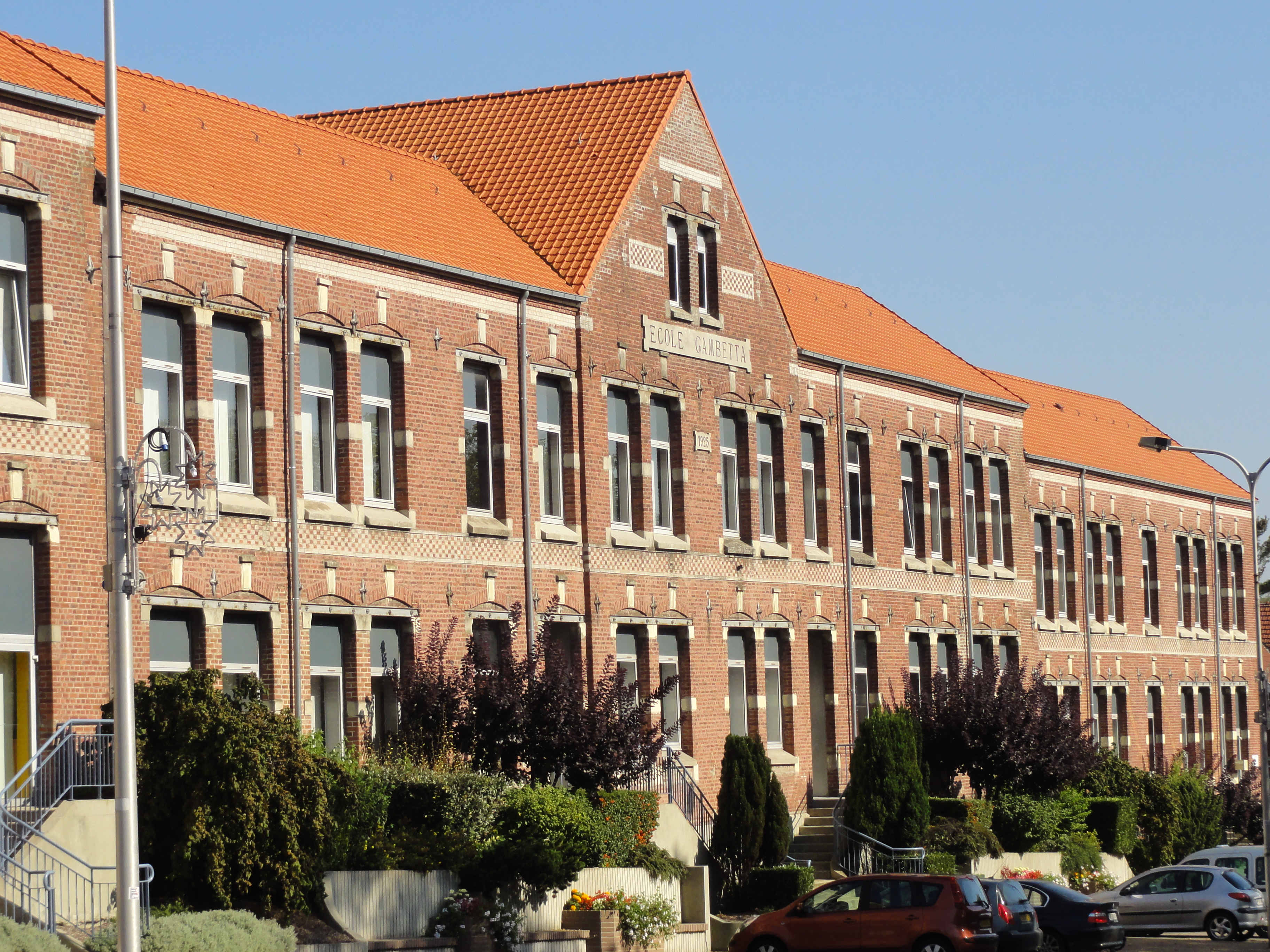
Les écoles.

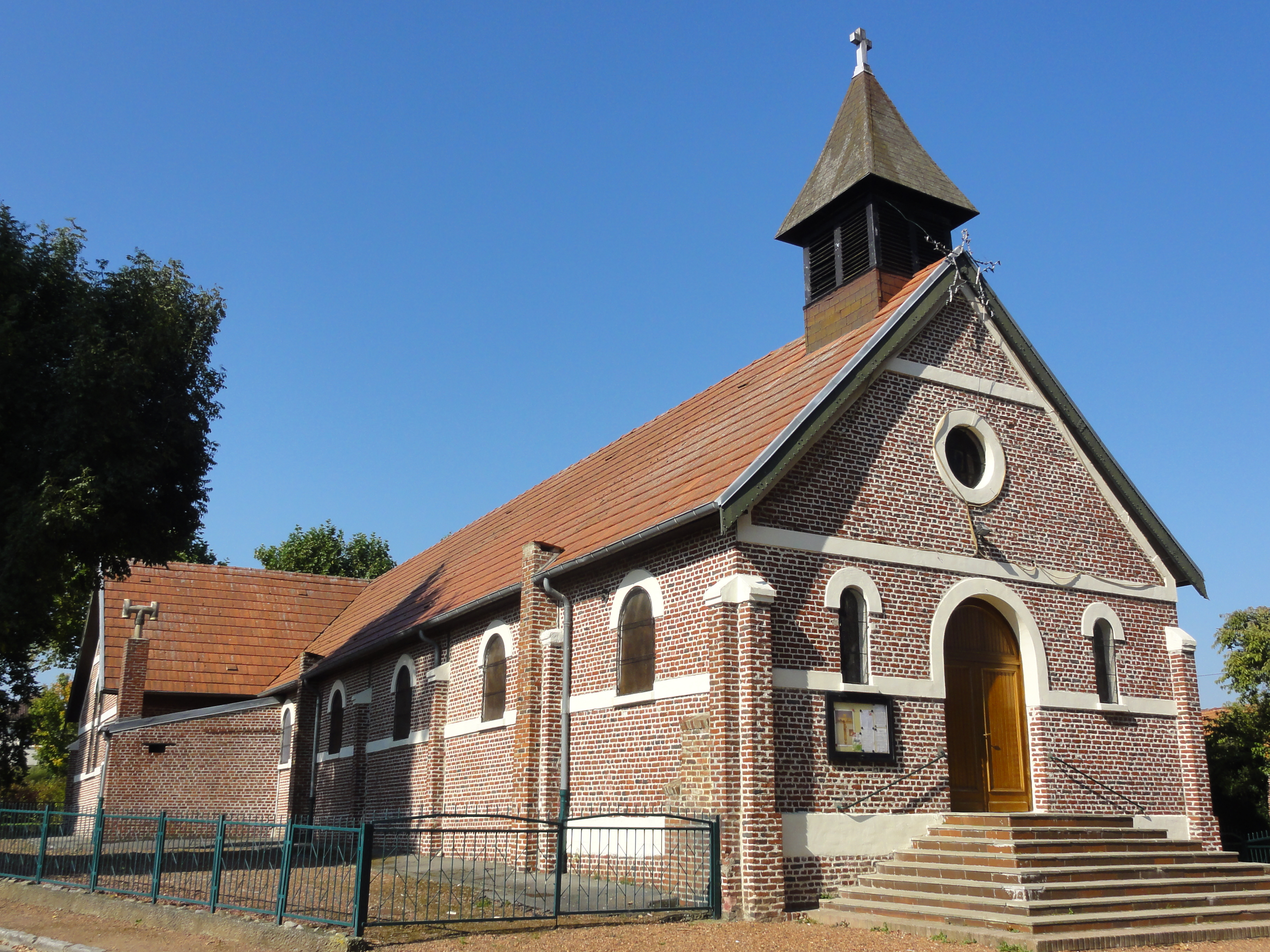
L'église.

50° 30′ 08″ N, 2° 30′ 13″ E
Des écoles très spacieuses ont été construites à l'est de cités, près de la fosse no 2. De part et d'autre du bâtiment principal, deux logements de fonction.

### L'église Saint-Stanislas
50° 29′ 47″ N, 2° 29′ 21″ E
L'église Saint-Stanislas est le lieu de culte de la communauté polonaise fortement implantée dans ces cités minières.